# Olsenbandens siste stikk
Olsenbandens siste stikk, deutsch: Der allerletzte Streich der Olsenbande, ist der vierzehnte und letzte Film aus der Filmreihe der Olsenbande (Norwegen). Der Film, der 15 Jahre nach dem vorläufigen, ursprünglichen Abschluss der Reihe als endgültig letzter Film gedreht wurde, hatte am 19. Februar 1999 in Norwegen seine Premiere. Die von Nordisk Film produzierte norwegische Kriminalkomödie von Knut Bohwim ist eine Neuverfilmung nach der Vorlage des dänischen Filmes Der (wirklich) allerletzte Streich der Olsenbande.

## Handlung

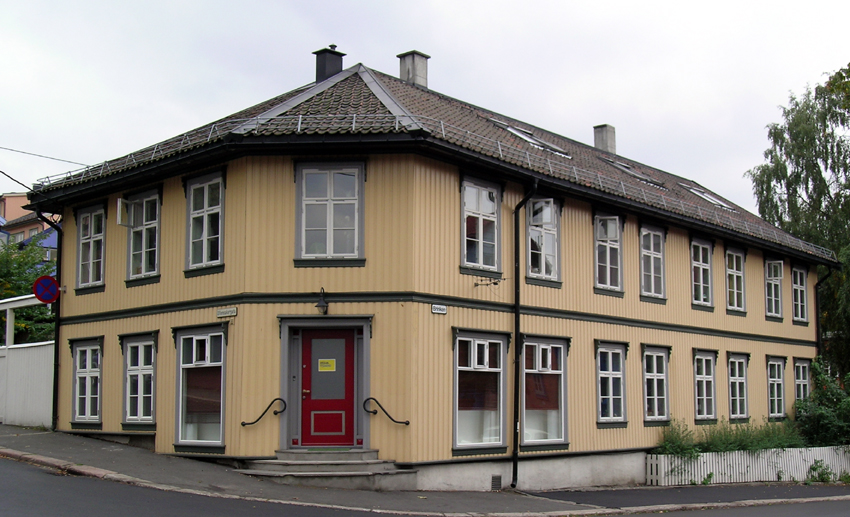
In Kampen bei Oslo an der Ullensakergata 1 (gelbes Haus) wohnt jetzt Valborg, die Witwe von Kjell. Im letzten Film der norwegischen Olsenbande ist hier deren Heimstatt und der Treffpunkt von Egon, Benny, Dynamit-Harry und Valborg.

Seit einigen Jahren lebt Egon im Solgløtt, einem Osloer Alten- und Pflegeheim. Zu einer norwegischen Fernsehtalkshow der TV-Anstalt TV - NVYDALEN, wurde er ausgewählt, um in einer Livesendung über sein Schicksal zu berichten. Diese Sendung verfolgen auch Benny, der sein eigenes Piraterie-Taxiunternehmen „Bennys tut og kjør“ mit einem türkischen und pakistanischen Schwarzarbeiter betreibt, und Dynamit-Harry, der nach einem Sprengunfall als Sprengmeister beim Bau des Romeriksporten-Tunnels der Gardermobanen schwer verletzt ins Krankenhaus eingeliefert worden ist und dadurch eine Krücke zum Gehen braucht. Augenblicklich machen sich die beiden, die Egon all die Jahre lang kein einziges Mal besucht sowie sich selber aus den Augen verloren hatten, zum Fernsehstudio auf, um ihren ehemaligen Bandenchef zu treffen.
Während Egon nach seinem Auftritt verzweifelt die Toilette sucht, gelangt er durch einen Zufall in die Requisitenkammer des Studios und findet dort eine Melone und einen Anzug, was in allem etwa seiner früheren Erscheinung entspricht. In seiner alten neuen Kleidung sucht er weiter im Labyrinth des Gebäudes nach dem Ausgang und findet sich plötzlich auf dem Hof des Studios wieder. Hier trifft er auf Benny und Dynamit-Harry, die ihn überschwänglich begrüßen. Gemeinsam machen sie sich auf den Weg zu Valborg Jensens Wohnung im Osloer Stadtteil Kampen bei Oslo. Kjell, der dritte Mann der Olsenbande und zugleich Valborgs Gatte, ist leider schon vor neun Jahren gestorben, seitdem ist sie Witwe. Auch sie will sehr gern in den Süden und sich zur Ruhe setzen, da dort ihr Sohn Basse lebt. Valborg erzählt weiterhin: Ihr Sohn Basse hat längere Zeit in England gelebt sowie einmal im Dartmoor-Gefängnis (Dartmoor Prison) in der Grafschaft Devon gesessen, ist aber mittlerweile ein erfolgreicher Diamantenhändler. Basse hat sich von seiner Frau Gry getrennt und lebt jetzt mit seiner neuen Frau und einem Kleinkind in Spanien. Natürlich käme es ihr dabei sehr gelegen, wenn Egon einen neuen Plan hätte und sie dadurch an das nötige Kapital käme, um zu ihrem Sohn zu kommen. Tatsächlich hat Egon während der langen Zeit im Altersheim weitere Pläne entwickelt. Ein Plan aus dem Jahr 1984 sieht vor, sich Geld aus der Firma Mega-Bygg A/S zu beschaffen, die einem gewissen Wilhelm Bang-Johansen gehörte. Die Firma ist zwar mittlerweile schon längst durch einen betrügerischen Konkurs pleite, aber das Schwarzgeld soll sich immer noch in deren Firmengebäude befinden, und zwar in einem echten Franz-Jäger-Berlin-Tresor, Baujahr 1944, dem letzten, den es von dieser Art noch in Norwegen gibt. 
Zur gleichen Zeit beobachtet am Osloer Flughafen Kriminalassistent Gran im Auftrag der Polizei und seines Vorgesetzten Oberinspektor Holm die Ankunft des dubiosen Geschäftsmannes Wilhelm Bang-Johansen. Bang-Johansen hat dasselbe Ziel wie die Olsenbande, er will sich aus seiner ehemaligen Firma Mega-Bygg sein Schwarzgeld holen.
Doch nicht nur Benny und Dynamit-Harry haben Egon im Fernsehen wiedererkannt, sondern auch Oberstaatssekretär Hallandsen aus dem „Königlich Norwegischen Justizministerium“. Dieser hat ein Problem: Am Flughafen von Oslo ist ein ominöser großer roter Koffer mit der Aufschrift „Wandenberg“ angekommen. Dieser Koffer enthält kompromittierende Unterlagen, nämlich die hochbrisanten Wandenberg-Dokumente, und dies macht momentan einigen Leuten aus der hohen Politik große Sorgen. Sofern jene an die Öffentlichkeit geraten sollten, droht der Zusammenbruch der gesamten Weltordnung, da die Dokumente präzise Auskunft über alle großen Skandale der letzten Jahrzehnte geben. Ein erster Versuch Hallandsens, die Dokumente aus dem Zentralarchiv des Außenministeriums, wo sie aufbewahrt werden, mit Hilfe zweier Polizisten unauffällig verschwinden zu lassen, ist bereits gescheitert. Durch die Fernsehsendung wird er an Egon Olsen erinnert und glaubt, dass dieser dem Problem gewachsen wäre. Er beauftragt seinen Stellvertreter Grønn-Larsen, Egon ausfindig zu machen. Grønn-Larsen fragt seinerseits bei der Polizei um Rat. Oberinspektor Holm, der die Nachfolge von Kriminalkommissar Hermansen angetreten hat, hat einen Antrag auf Pensionierung gestellt, der jedoch wegen eines Computerfehlers noch nicht weiter bearbeitet wurde. Holm gibt Grønn-Larsen den Rat, den letzten noch in Norwegen verbliebenen Franz-Jäger-Tresor des Modells 1944 aufzusuchen, da Egon früher oder später dort auftauchen werde. Wie es der Zufall will, handelt es sich dabei um den Tresor von Bang-Johansen in seiner ehemaligen Firma Mega-Bygg.
Die Olsenbande, diesmal bestehend aus Egon, Benny, Dynamit-Harry sowie Valborg, macht sich daran, Bang-Johansens ehemalige „schwarze Bestechungsgelder“ eben aus diesem Tresor zu holen. Als Egon in der Firma den Panzerschrank geknackt hat, stellt die Bande zu ihrer Enttäuschung fest, dass dieser nur ein paar leere Bierflaschen enthält. Plötzlich geht draußen im Gang das Licht an, und die Olsenbande versteckt sich, bevor Bang-Johansen den Raum betritt. Zur Überraschung der Olsenbande öffnet dieser anschließend nicht den Franz-Jäger-Tresor, sondern ein Geheimversteck im Podest unterhalb des Safes. Dort holt er einen Diplomatenkoffer, gefüllt mit mehreren Millionen, heraus. Als die Olsenbande ihm die Beute abnehmen will, erscheinen in diesem Moment der Sicherheitsdienst des Komplexes und der Kriminalassistent Gran, der Bang-Johansen gefolgt ist. Als Gran Bang-Johansen verhaften möchte, kommt auch noch Grønn-Larsen dazu und nimmt Egon kraft seines Amtes selbst mit. Der Polizeiassistent Gran muss außerdem Bang-Johansen mit dem Geldkoffer laufen lassen, aber auch Benny, Dynamit-Harry und Valborg müssen unverrichteter Dinge gehen.
Egon wird zu Hallandsen gebracht, der ihm den Auftrag erteilt, die Wandenberg-Dokumente zu stehlen – natürlich gegen eine angemessene Belohnung. Nachdem ihm zwei Polizisten als Helfer zur Verfügung gestellt worden sind, gelingt Egon der Raub der Dokumente innerhalb weniger Minuten. Nachdem Hallandsen die Dokumente erhalten hat, fordert Egon die Übergabe der ihm versprochenen Belohnung. Hallandsen hat aber keine Lust, sich an die Abmachungen zu halten sowie das Geld zu zahlen, und außerdem will er sich im Interesse der nationalen Sicherheit eines unbequemen Zeugen bzw. unliebsamen Mitwissers entledigen. Er gibt daher seinem Stellvertreter Grønn-Larsen den Auftrag, Olsen für immer zu beseitigen. Grønn-Larsen versucht zunächst Egon, der vor dem Ministerium im Park auf einer Bank eingenickt ist, mit einer Steinschleuder zu töten. Da er mit dieser Waffe relativ ungeschickt ist, zerstört er damit nur eine Fensterscheibe des Ministeriums. Um der ungewollten Aufmerksamkeit zu entgehen, nimmt er Egon mit in sein Auto, fährt mit ihm in ein Waldstück am Osloer Stadtrand und setzt ihn dort auf einen Baumstumpf, wo er ihn mit einem Nageleisen erschlagen will. Wegen einer „mystischen Halluzination“ und seines eigenen Ungeschicks geht der Tötungsversuch abermals schief. Er lässt daher Olsen einfach im Wald sitzen und ergreift panisch die Flucht. 
Benny, Dynamit-Harra und Valborg hatten sich zur gleichen Zeit vergeblich auf die Suche nach dem verschwundenen Egon Olsen gemacht. In Olsens Altersheim treffen sie allerdings nur auf ihre ehemaligen Olsenbanden-Widersacher, den König und den Knappen, die ebenfalls dort wohnen. Nachdem sie ihre Suche schon fast aufgegeben haben, bekommt Benny einen Anruf von einem Jogger. Dieser hat Egon bei seinem Waldlauf zufällig aufgefunden und dank der Visitenkarte von Bennys Taxiunternehmen, die Olsen noch bei sich hatte, Benny angerufen.
Die Olsenbande gibt natürlich nicht so schnell auf. Wie Egon Olsen in Erfahrung bringen konnte: Hallandsen will den Koffer mit den Dokumenten in der hochmodernen staatlichen Verbrennungsanlage vernichten lassen. Egon hat dazu natürlich gleich auch einen neuen Plan: Er will dies verhindern und den Koffer wieder in seinen Besitz bringen, um Hallandsen damit erpressen zu können. Die Olsenbande schmuggelt sich in einem Securitas-AB-Sicherheitsdienstfahrzeug als blinde Passagiere in die stark bewachte Anlage ein. Egon, Benny und Dynamit-Harry können – mit Hilfe eines Bootshakens, einer Flasche Flüssigseife, einer Saugglocke, ein paar Seilen und zahlreicher anderer Utensilien –  den Dokumentenkoffer tatsächlich wiedererlangen.
Als Egon Hallandsen darüber informiert, dass der Wandenberg-Koffer wieder in seinem Besitz ist, ist dieser darüber sehr schockiert, so dass er ohnmächtig wird. Olsen führt am Telefon nun die weitere Verhandlung mit dessen Stellvertreter Grønn-Larsen und fordert erneut die Einhaltung seiner Forderungen. In der Zwischenzeit wird Hallandsen seines Amtes als Oberstaatssekretär enthoben und Grønn-Larsen zu seinem Nachfolger ernannt. Seine erste Amtshandlung ist es, Polizeioberinspektor Holm noch früher als erwartet zu pensionieren.
Hallandsen wird in die norwegische Provinz nach Flekkefjord versetzt, und Kriminalassistent Gran tritt die Nachfolge Holms an. Gran muss als letzten Auftrag von Holm Hallandsen dorthin begleiten und ihm seinen Stuhl nachtragen. Egon Olsen bekommt vom neuen, frischgebackenen Staatssekretär Gran-Larsen 15 Millionen Kronen, im Austausch für die Wandenberg-Dokumente. Anschließend entsorgt er den Koffer mit den Wandenberg-Dokumenten in einer Baugrube, wo dieser auf Nimmerwiedersehen verschwindet.
Die Olsenbande mit Egon, Benny, Dynamit-Harry und Valborg ziehen samt ihrem Geld nach Spanien in die Villa von Kjells und Valborgs Sohn Basse, um dort einen geruhsamen Lebensabend zu verbringen. Im neuen Domizil der Olsenbande sieht man zum Schluss Basse, der sich gerade von seiner neuen Frau und seinem Kind verabschiedet und mit seinem Porsche davonbraust. Währenddessen sitzen Egon, Benny, Dynamit-Harry sowie Valborg auf der Terrasse seiner Villa, um einen neuen Plan zu besprechen. Als Egon gerade damit anfangen will und sagt "Ich habe einen Plan" und Benny antwortet «Helmaks, Egon!» (Mächtig gewaltig, Egon!), "Lass hören", bricht der Film ab.
Im Nachspann des Filmes wird gezeigt, wie der Regisseur Knut Bohwim mit einem Megaphon der Olsenbande bei ihrer Planbesprechung zuruft: «Schluss jetzt! Aufhören!» Das projizierte Panoramabild mit dem Blick von der Terrasse auf das Meer verschwindet und die Scheinwerfer gehen an. Es stellt sich heraus, dass die Terrasse der Olsenbande tatsächlich nur eine Filmkulisse ist und die Darsteller sich alle in einem Filmstudio befanden. Die Schauspieler verlassen gemeinsam die Bühne und beglückwünschen sich gegenseitig sowie mit dem Regisseur und allen Mitarbeitern, dass sie jetzt den letzten Olsenbandenfilm in Norwegen zu einem erfolgreichen Abschluss gebracht haben.

## Entstehungsgeschichte
In Dänemark, dem Ursprungsland der Olsenbande, aus dem die Vorlagen für die norwegischen Filme herkamen, wurde 1981 mit Die Olsenbande fliegt über die Planke und Die Olsenbande fliegt über alle Berge (die in Norwegen zu einem Film zusammengefasst wurden) eine zweiteilige Geschichte zum Abschluss der 13-jährigen Olsenbandenreihe gedreht. Danach planten die Macher, nie wieder einen Film über die Olsenbande zu produzieren. Als 1987 die Hauptdarstellerin der Yvonne Jensen Kirsten Walther starb, schien ein weiterer Film in Dänemark endgültig in weite Ferne gerückt, da man einen Olsenbandenfilm ohne Walthers Figur der Yvonne nicht für realisierbar hielt. Besonders Poul Bundgaard setzte sich jedoch jahrelang für einen weiteren Film ein. In Norwegen sah das etwas anders aus, da man schon 1984 mit den Film …men Olsenbanden var ikke død! einen eigenen norwegischen Film ohne dänische Vorlage drehte. Die Idee, eine weitere Fortsetzung zu drehen, gab es ebenfalls in Norwegen und scheiterte hauptsächlich an der Finanzierung. Der Regisseur der norwegischen Olsenbande Knut Bohwim hatte schon 1983 selbst ein Drehbuch geschrieben, das im selben Jahr vorab in einem Comic veröffentlicht wurde, unter dem Titel Olsenbanden raner hurtigruta (Die Olsenbande plündert die Hurtigruten). Danach wurden noch weitere Geschichten zur Olsenbande geschrieben, die ebenfalls verfilmt werden sollten, aber auch nur als Comic (bis 1988) veröffentlicht wurden. Als 1990 der norwegische Kjell-Darsteller Carsten Byhring starb, gab man in Norwegen ebenfalls vorerst alle Pläne für weitere Olsenbanden-Fortsetzungen auf, da man sich einen Film ohne ihn nicht vorstellen konnte.
Als man sich 1998 in Dänemark entschloss, einen abschließenden Film zu drehen, wollte man in Norwegen nicht nachstehen, und man konnte auch die nötigen finanziellen Mittel für die Filmproduktion gewinnen. Man entschied sich, wieder das dänische Drehbuch als Vorlage zu übernehmen. Der 14. und letzte Film der norwegischen Olsenbande wurde erst nach Auflösung der Filmgesellschaft Teamfilm 1994, unter Regie seines Gründers Knut Bohwim, durch Nordisk Film und den Fernsehsender TV2 produziert. Als Produzent trat nun erstmals dieselbe Filmproduktionsfirma, die Nordisk Film A/S, wie in Dänemark auf, während sämtliche vorhergehenden norwegischen Filme von Teamfilm A/S gedreht worden waren. Zugleich nutzte man wieder zum Teil dieselben Filmkulissen und das Filmstudio in Valby, wie z. B. für die Szenen im Inneren der hochmodernen staatlichen Verbrennungsanlage.
Hatte man in Dänemark die Rolle der Yvonne wegen des Todes der Darstellerin Kirsten Walther streichen müssen, betraf dies in Norwegen die Rolle des Kjell (Kjeld). Aud Schønemann, die dessen Frau Valborg (Yvonne) darstellte, lebte zu diesem Zeitpunkt dagegen noch. Man behalf sich bei den Norwegern damit, dass man den Dynamit-Harry, gespielt von Harald Heide-Steen junior, in den Film integrierte, der in Norwegen viel öfter als in der dänischen Olsenbande zu sehen gewesen war. Die Dreharbeiten zu dem Film „Olsenbandens siste stikk“ begannen im Juni 1998, und die Filmpremiere war am 19. Februar 1999, zwei Monate später als in Dänemark (18. Dezember 1998). Hätte man in Dänemark wegen des Todes des Kjeld-Darstellers Poul Bundgaard (am 3. Juni 1998) die Produktion des vierzehnten Films abgebrochen, wäre es zu dem Kuriosum gekommen, dass man im Gegensatz dazu in Norwegen den vierzehnten Film vollendet hätte.

## Trivia
- Besonders tragisch waren auch die Dreharbeiten zu dem letzten norwegischen Olsenbandenfilm. Der Darsteller des Egon Olsen, Arve Opsahl, verspürte Schmerzen im rechten Bein bei den Dreharbeiten, wollte aber durchhalten, weil er die Hauptrolle spielte. Nach der Beendigung dieses Filmes musste ihm ein Bein amputiert werden.[7]
- Der Schauspieler Sverre Wilberg, der bei allen vorhergehenden Filmen den Kriminalkommissar Hermansen verkörpert hatte, war am 19. Juli 1996 verstorben, worauf man einfach andere Darsteller nahm und die Rollen ein wenig änderte. Man beförderte Holm und fügte eine neue Rolle, die des Kriminalassistenten Gran, hinzu. Die Schauspieler, die in diesem Film norwegische Polizisten verkörpern (als Oberinspektor Holm Anders Hatlo und Kriminalassistent Gran Johannes Joner), treten auch in der folgenden Filmreihe der Olsenbande Junior (Norwegen) in ähnlichen Rollen (als Hermansen und Holm) auf.
- Mit Ove Verner Hansen wurde auch im vierzehnten norwegischen Olsenbande-Film ein Auftritt in der Rolle als „Biffen“ bzw. „Dummes Schwein“ gedreht. Aufgrund der Länge des Films wurde sein Part allerdings wieder herausgeschnitten und ist daher in der Endfassung nicht zu sehen. Bei dem dänischen Original Der (wirklich) allerletzte Streich der Olsenbande blieb die Rolle des „Dummen Schweins“ von Ove Verne Hansen dagegen als Bestandteil des Films erhalten.[8]